# Angelique Cabral
Angelique Cabral (Honolulu, 1979) is een Amerikaans actrice.

## Biografie

### Kinderjaren
Cabral werd geboren in Honolulu op Hawaï, maar ze groeide op in Carmel Valley Village in Californië. Haar vader is van Mexicaanse en Indiaanse komaf en haar moeder is blank. Ze zat in de derde klas van de All Saints Day School toen ze op aanraden van een muziekdocent auditie deed voor een toneelstuk getiteld Oliver. Op achtjarige leeftijd sloot ze zich aan bij de Screen Actors Guild toen ze een rolletje kreeg in een aflevering van America's Most Wanted. In haar kinderjaren trad ze veel op in toneelstukken, waaronder producties van The Wizard of Oz en The Diary of Anne Frank. Ze ging naar de Santa Catalina School in Monterey, waarna ze in de jaren negentig muziektheater studeerde aan de Universiteit van Indiana.

### Loopbaan
Ze rondde haar studie in 2001 af en verhuisde naar New York in de hoop dat ze op Broadway aan de slag kon gaan, maar na vele andere baantjes, waaronder enkele bijrollen in soaps, vertrok ze uiteindelijk in 2009 naar Los Angeles. Ze speelde in de dramafilm The Perfect Family in 2011 en ze had kleine rollen in Friends with Benefits en de televisieseries Melrose Place, Two and a Half Men en Don't Trust the B---- in Apartment 23. In 2013 kreeg ze een hoofdrol toebedeeld in de komedieserie Enlisted, die in januari 2014 voor het eerst werd uitgezonden.
In 2023 sprak Cabral de stem in van Queen Amaya voor de Disney-film Wish.